# Pubblicazioni in italiano del Punitore
Elenco delle storie del Punitore (Punisher) apparse in lingua italiana.

## Edizioni Star Comics
| N. | Titolo italiano                     | Titolo originale                                | Pubblicazione originale                            | Data originale | Data italiana      |
| -- | ----------------------------------- | ----------------------------------------------- | -------------------------------------------------- | -------------- | ------------------ |
| 1  | Polvere bianca                      | Marching Powder                                 | The Punisher n. 1                                  | agosto 1987    | luglio 1989        |
| 1  | Bolivia                             | Bolivia                                         | The Punisher n. 2                                  | settembre 1987 | luglio 1989        |
| 1  | Il diavolo venne dal Kansas (1)     | The Devil came from Kansas                      | The Punisher n. 3                                  | ottobre 1987   | luglio 1989        |
| 2  | Il reverendo                        | The Rev                                         | The Punisher n. 4                                  | novembre 1987  | agosto 1989        |
| 2  | Il sacramento della morte           | Ministry of Death                               | The Punisher n. 5                                  | gennaio 1988   | agosto 1989        |
| 2  | Il diavolo venne dal Kansas (2)     | The Devil came from Kansas                      | The Punisher n. 3                                  | ottobre 1987   | agosto 1989        |
| 2  | La jihad evoluzionaria (1)          | The Evolutionary Jihad                          | The Punisher Annual n. 1                           | 1988           | agosto 1989        |
| 3  | Rifiuti tossici                     | Garbage                                         | The Punisher n. 6                                  | febbraio 1988  | settembre 1989     |
| 3  | Rosa selvatica                      | Wild Rose                                       | The Punisher n. 7                                  | marzo 1988     | settembre 1989     |
| 3  | La jihad evoluzionaria (2)          | The Evolutionary Jihad                          | The Punisher Annual n. 1                           | 1988           | settembre 1989     |
| 4  | Il fantasma di Wall Street          | The Ghost of Wall Street                        | The Punisher n. 8                                  | maggio 1988    | ottobre 1989       |
| 4  | Spie in borsa                       | Insider Trading                                 | The Punisher n. 9                                  | giugno 1988    | ottobre 1989       |
| 4  | Occhio per occhio (1)               | An Eye for an Eye 1: Sunday in the Park         | The Punisher War Journal n. 1                      | novembre 1988  | ottobre 1989       |
| 5  | Il bastardo                         | The Creep                                       | The Punisher n. 10                                 | agosto 1988    | novembre 1989      |
| 5  | La seconda vista                    | Second Sight                                    | The Punisher n. 11                                 | settembre 1988 | novembre 1989      |
| 5  | Occhio per occhio (2)               | An Eye for an Eye 1: Sunday in the Park         | The Punisher War Journal n. 1                      | novembre 1988  | novembre 1989      |
| 5  | Il nastro giallo (1)                | An Eye For an Eye 2: Tie a Yellow Ribbon        | The Punisher War Journal n. 2                      | dicembre 1988  | novembre 1989      |
| 6  | Il gioco del sacrificio             | Castle Technique                                | The Punisher n. 12                                 | ottobre 1988   | dicembre 1989      |
| 6  | La mossa della Torre                | Sacrifice Play                                  | The Punisher n. 13                                 | novembre 1988  | dicembre 1989      |
| 6  | Il nastro giallo (2)                | An Eye For an Eye 2: Tie a Yellow Ribbon        | The Punisher War Journal n. 2                      | dicembre 1988  | dicembre 1989      |
| 6  | Un piatto che va servito freddo (1) | An Eye For an Eye 3: A Dish Best Served Cold    | The Punisher War Journal n. 3                      | febbraio 1989  | dicembre 1989      |
| 7  | Sniper                              | Sniper                                          | The Punisher War Journal n. 4                      | marzo 1989     | gennaio 1990       |
| 7  | La prova del fuoco                  | Crucible                                        | The Punisher War Journal n. 5                      | aprile 1989    | gennaio 1990       |
| 7  | Un piatto che va servito freddo (2) | An Eye For an Eye 3: A Dish Best Served Cold    | The Punisher War Journal n. 3                      | febbraio 1989  | gennaio 1990       |
| 7  | Tecniche di combattimento           | Punisher's Fighting Techniques                  | The Punisher Annual n. 2                           | 1989           | gennaio 1990       |
| 8  | In lotta con Moon Knight            | Knight Fight                                    | The Punisher Annual n. 2                           | 1989           | febbraio 1990      |
| 8  | Sociologia                          | Social Studies                                  | The Punisher n. 14                                 | dicembre 1988  | febbraio 1990      |
| 8  | Travolgere Kingpin!                 | To Topple the Kingpin                           | The Punisher n. 15                                 | gennaio 1989   | febbraio 1990      |
| 9  | Sconfiggere Kingpin!                | Escalation                                      | The Punisher n. 16                                 | febbraio 1989  | marzo 1990         |
| 9  | Battaglia al computer               | Computer War                                    | The Punisher n. 17                                 | marzo 1989     | marzo 1990         |
| 9  | Faccia a faccia                     | Face Off                                        | The Punisher n. 18                                 | aprile 1989    | marzo 1990         |
| 9  | Tre cuori (1)                       | 3 Hearts                                        | The Punisher Annual n. 1                           | 1988           | marzo 1990         |
| 10 | La furia di Wolverine               | On the Track of Unknown Animals                 | The Punisher War Journal n. 6                      | giugno 1989    | aprile 1990        |
| 10 | Specie in estinzione                | Endangered Species                              | The Punisher War Journal n. 7                      | luglio 1989    | aprile 1990        |
| 10 | Il ragno                            | The Spider                                      | The Punisher n. 19                                 | maggio 1989    | aprile 1990        |
| 10 | Tre cuori (2)                       | 3 Hearts                                        | The Punisher Annual n. 1                           | 1988           | aprile 1990        |
| 11 | Damage                              | Damage                                          | The Punisher War Journal n. 8                      | settembre 1989 | maggio 1990        |
| 11 | I sentieri della colpa              | Guilt Trip                                      | The Punisher War Journal n. 9                      | ottobre 1989   | maggio 1990        |
| 11 | Falsa soffiata                      | Bad Tip                                         | The Punisher n. 20                                 | giugno 1989    | maggio 1990        |
| 11 | Tre cuori (3)                       | 3 Hearts                                        | The Punisher Annual n. 1                           | 1988           | maggio 1990        |
| 12 | Sentenza di morte                   | Death Sentence                                  | Marvel Preview Presents n. 2                       |                | giugno 1990        |
| 12 | Conti in sospeso                    | Accounts Settled, Accounts Due                  | Marvel Super Action n. 1                           |                | giugno 1990        |
| 12 | Oscura ricerca                      | Dark Seeker                                     | The Punisher Annual n. 2                           | 1989           | giugno 1990        |
| 13 | Il pugile                           | The Boxer                                       | The Punisher n. 21                                 | luglio 1989    | luglio 1990        |
| 13 | L'Accademia dei Ninja               | Ninja Training Camp                             | The Punisher n. 22                                 | agosto 1989    | luglio 1990        |
| 13 | Rubabandiera                        | Capture the Flag                                | The Punisher n. 23                                 | settembre 1989 | luglio 1990        |
| 14 | La terra del sole eterno            | Land of the Eternal Sun                         | The Punisher n. 24                                 | ottobre 1989   | agosto 1990        |
| 14 | Tramonto sul Kansas                 | Sunset on Kansas                                | The Punisher n. 25                                 | novembre 1989  | agosto 1990        |
| 15 | Il pentito                          | The Whistle Blower                              | The Punisher n. 26                                 | dicembre 1989  | settembre 1990     |
| 15 | Con i dollari dei contribuenti      | Your Tax Dollar$ at work                        | The Punisher n. 27                                 | gennaio 1990   | settembre 1990     |
| 16 | Il secondo colpo                    | Second Shot                                     | The Punisher War Journal n. 10                     | novembre 1989  | ottobre 1990       |
| 16 | Terapia d'urto                      | Shock Treatment                                 | The Punisher War Journal n. 11                     | dicembre 1989  | ottobre 1990       |
| 17 | La danza del Destino                | Acts of Vengeance: Change Partners and Dance    | The Punisher n. 28                                 | dicembre 1989  | novembre 1990      |
| 17 | Troppi Destini                      | Acts of Vengeance: Too Many Dooms               | The Punisher n. 29                                 | gennaio 1990   | novembre 1990      |
| 18 | A colpi di peccato                  | Acts Of Vengeance: Contrast in Sin              | The Punisher War Journal n. 12                     | gennaio 1990   | dicembre 1990      |
| 18 | Confessione                         | Acts Of Vengeance: Confession                   | The Punisher War Journal n. 13                     | febbraio 1990  | dicembre 1990      |
| 19 | Fede cieca                          | Blind Faith                                     | The Punisher War Journal n. 14                     | gennaio 1990   | gennaio 1991       |
| 19 | Prima pagina                        | Headlines!                                      | The Punisher War Journal n. 15                     | febbraio 1990  | gennaio 1991       |
| 20 | Guerra santa                        | Confession                                      | The Punisher n. 30                                 | febbraio 1990  | febbraio 1991      |
| 20 | Accattone                           | Panhandle                                       | The Punisher War Journal n. 16                     | marzo 1990     | febbraio 1991      |
| 21 | Su di giri                          | Crankin'                                        | The Punisher n. 31                                 | marzo 1990     | marzo 1991         |
| 21 | Soluzione sbrigativa                | Speedy Solution                                 | The Punisher n. 32                                 | aprile 1990    | marzo 1991         |
| 22 | Grosso guaio ai Tropici             | Tropical Trouble                                | The Punisher War Journal n. 17                     | aprile 1990    | aprile 1991        |
| 23 | Kahuna                              | Kahuna                                          | The Punisher War Journal n. 18                     | maggio 1990    | maggio 1991        |
| 24 | Trauma in Paradiso                  | Trauma in Paradise!                             | The Punisher War Journal n. 19                     | giugno 1990    | giugno-luglio 1991 |
| 25 | La febbre dei Reaver                | Reaver Fever                                    | The Punisher n. 23                                 | maggio 1990    | agosto 1991        |
| 26 | Esoscheletro                        | Exo-Skeleton                                    | The Punisher n. 34                                 | giugno 1990    | settembre 1991     |
| 27 | Senza via di scampo                 | No Escape                                       | The Punisher: No Escape                            | 1990           | ottobre 1991       |
| 28 | Puzzle a mosaico                    | Jigsaw Puzzle 1                                 | The Punisher n. 35                                 | luglio 1990    | novembre 1991      |
| 28 | I diritti di ogni cittadino         | Jigsaw Puzzle 2: The Neighborhood Defense Fund  | The Punisher n. 36                                 | agosto 1990    | novembre 1991      |
| 29 | Passaggio pericoloso                | Jigsaw Puzzle 3: Perilous Passage               | The Punisher n. 37                                 | agosto 1990    | dicembre 1991      |
| 29 | Basuco                              | Jigsaw Puzzle 4: Basuco                         | The Punisher n. 38                                 | settembre 1990 | dicembre 1991      |
| 30 | Un uomo ricco e potente             | Jigsaw Puzzle 5: A Man of Wealth and Taste      | The Punisher n. 39                                 | settembre 1990 | gennaio 1992       |
| 30 | La fine del gioco                   | Jigsaw Puzzle 6: End of the Game                | The Punisher n. 40                                 | ottobre 1990   | gennaio 1992       |
| 31 | Tre ragazze scatenate               | Should a Gentleman offer a Tiparillo to a Lady? | The Punisher n. 41                                 | ottobre 1990   | febbraio 1992      |
| 31 | Pulsioni contrastanti               | Crossed Purposes                                | The Punisher Summer Special n. 1                   | 1991           | febbraio 1992      |
| 32 | Tempesta nel deserto (1)            | The Brattle Gun. Part One                       | The Punisher n. 47                                 | aprile 1991    | marzo 1992         |
| 32 | Tempesta nel deserto (2)            | The Brattle Gun. Part Two                       | The Punisher n. 48                                 | maggio 1991    | marzo 1992         |
| 33 | Punti di vista 1: preveggenza       | Punisher Point of View 1: Foresight             | The Punisher P.O.V. 1                              | 1991           | aprile 1992        |
| 34 | Punti di vista 2: estrospezione     | Punisher Point of View 2: Extrospection         | The Punisher P.O.V. 2                              | 1991           | maggio 1992        |
| 35 | Punti di vista 3: introspezione     | Punisher Point of View 3: Introspection         | The Punisher P.O.V. 3                              | 1991           | giugno 1992        |
| 36 | Punti di vista 4: il sennod i poi   | Punisher Point of View 4: Hindsight             | The Punisher P.O.V. 4                              | 1991           | luglio 1992        |
| 37 | Terroristi in Accademia             | St. Paradine's                                  | The Punisher n. 42                                 | novembre 1990  | agosto 1992        |
| 37 | Brucia bandiera                     | Flag Burner                                     | The Punisher n. 44                                 | gennaio 1991   | agosto 1992        |
| 38 | Viaggio in Sicilia                  | The Sicilian Saga 1: Get Out of Town            | The Punisher War Journal n. 25                     | dicembre 1990  | settembre 1992     |
| 38 | Pericolo                            | The Sicilian Saga 2: Cry Uncle                  | The Punisher War Journal n. 26                     | gennaio 1991   | settembre 1992     |
| 38 | Saracen                             | The Sicilian Saga 3: Saracen with the Clock!    | The Punisher War Journal n. 27                     | febbraio 1991  | settembre 1992     |
| 38 | Tecniche di lotta del Punitore      | Punisher's Fighting Techniques                  | The Punisher Annual n. 3                           | 1990           | settembre 1992     |
| 39 | Morte sotto zero                    | Death Below Zero                                | The Punisher n. 49                                 | giugno 1991    | ottobre 1992       |
| 39 | Carne da macello                    | Meat                                            | The Punisher War Journal n. 28                     | marzo 1991     | ottobre 1992       |
| 40 | Solo i morti conoscono Brooklyn     | Only the Dead know Brooklyn                     | The Punisher War Zone n. 1                         | marzo 1992     | novembre 1992      |
| 40 | Sangue sull'acqua                   | Blood in the Water                              | The Punisher War Zone n. 2                         | aprile 1992    | novembre 1992      |
| 41 | La montatura                        | The Frame                                       | The Punisher War Zone n. 3                         | maggio 1992    | dicembre 1992      |
| 41 | Più vicino alla fiamma              | Closer to the Flame                             | The Punisher War Zone n. 4                         | giugno 1992    | dicembre 1992      |
| 42 | Brama famelica                      | Feeding Frenzy                                  | The Punisher War Zone n. 5                         | luglio 1992    | gennaio 1993       |
| 42 | I mangiatori di carogne             | The Carrion Eaters                              | The Punisher War Zone n. 6                         | agosto 1992    | gennaio 1993       |
| 43 | Fuoco e fiamme                      | Crash and Burn                                  | The Punisher War Journal n. 29                     | aprile 1991    | febbraio 1993      |
| 43 | Ruote infuocate                     | Spin Cycle                                      | The Punisher War Journal n. 30                     | maggio 1991    | febbraio 1993      |
| 44 | Picnic mortale                      | Mugger's Picnic                                 | The Punisher War Zone n. 7                         | settembre 1992 | marzo 1993         |
| 44 | Terreno di caccia                   | The Hunting Ground                              | The Punisher War Zone n. 8                         | ottobre 1992   | marzo 1993         |
| 45 | Ore contate                         | Goners                                          | The Punisher War Zone n. 9                         | novembre 1992  | aprile 1993        |
| 45 | Il cerchio si stringe               | Tight Spot                                      | The Punisher War Zone n. 10                        | dicembre 1992  | aprile 1993        |
| 46 | In un luogo di morte                | In a Deadly Place                               | The Punisher War Zone n. 11                        | gennaio 1993   | maggio 1993        |
| 46 | Cieli del pericolo                  | Unfriendly Skies                                | The Punisher War Journal n. 50                     | gennaio 1993   | maggio 1993        |
| 47 | Noi, il popolo...                   | We, the People                                  | The Punisher/Captain America: Blood and Glory n. 1 | ottobre 1992   | giugno 1993        |
| 48 | Eterna vigilanza                    | Eternal Vigilance                               | The Punisher/Captain America: Blood and Glory n. 2 | novembre 1992  | luglio 1993        |
| 49 | I vantaggi della libertà            | Establishing the Blessings of Liberty           | The Punisher/Captain America: Blood and Glory n. 3 | dicembre 1992  | agosto 1993        |
| 50 | L'oleodotto                         | The Kamchatkan Konspiracy 1: Pipeline           | The Punisher War Journal n. 31                     | giugno 1991    | settembre 1993     |
| 50 | Conflagrazione                      | The Kamchatkan Konspiracy 2: Blowout            | The Punisher War Journal n. 32                     | luglio 1991    | settembre 1993     |
| 50 | Fuoco sulla neve                    | The Kamchatkan Konspiracy 3: Fire in the Hole   | The Punisher War Journal n. 33                     | agosto 1991    | settembre 1993     |